# بيدرو ليموس
بيدرو ليموس هو لاعب كرة قدم برتغالي في مركز الوسط، ولد في 17 مارس 1993 في غيمارايش في البرتغال. لعب مع فيتوريا دي غيماريش.

## وصلات خارجية
- بيدرو ليموس على موقع قاعدة بيانات كرة القدم.إي يو (الإنجليزية)
- بيدرو ليموس على موقع AS.com (الإسبانية)